# 1993 NH
1993 NH är en asteroid i huvudbältet som upptäcktes 15 juli 1993 av den amerikanske astronomen Eleanor F. Helin vid Palomar-observatoriet.
Asteroiden har en diameter på ungefär 3 kilometer.